# Ilija Okrugić
Ilija Okrugić - Srijemac (Srijemski Karlovci, 12. svibnja 1827. - Petrovaradin, 30. svibnja 1897.) bio je hrvatski književnik iz Srijema, hrvatski preporoditelj i svećenik. 

## Životopis
Ilija Okrugić - Srijemac rodio se u činovničkoj obitelji. Osnovno i srednje školovanje stekao je u Srijemskim Karlovcima, studij bogoslovlja u Đakovu. Josip Juraj Strossmayer ga je zaredio za svećenika. Budući mu je Okrugić bio u prvom naraštaju zaređenika, stvorila se jedna veća bliskost prema Strossmayeru, što se odrazilo u Okrugićevim radovima. Bogoslužja je vršio kao kapelan i župnik u Zemunu, Kukujevcima, Sotu, Sarvašu, Levanjskoj Varoši, a bio je i prebendar u Đakovu, u stolnoj crkvi. Bio je pjesnik, a pisao je i drame. U zadnjem razdoblju svoga službovanja je u Petrovaradinu, od 1866. godine do svoje smrti. Imao je naslov opata sv. Dimitrija. 
Bio je sudionikom hrvatskoga narodnoga preporoda.
U "Zori dalmatinskoj" Ante Kuzmanića i "Danici" Ljudevita Gaja je bio suradnik (pjesme, povijesne rasprave), ali i u ostalim hrvatskim tiskovinama.
Od 2010. godine Društvo književnika Vojvodine dodjeljuje nagradu za najbolju knjigu na hrvatskom jeziku koja nosi ime Ilije Okrugića Srijemca. Utemeljena je na poticaj hrvatskog književnika Petka Vojnića Purčara.
Ilija Okrugić-Srijemac autor je stihova vrlo poznate i često izvođene domoljubne pjesme, umjetničke popijevke "Domovini i ljubavi" koju je za glas i glasovir skladao Ivan Zajc

## Djela
(popis nepotpun)
- Glasinke, priredila i pogovorila prof. dr. sc. Jasna Melvinger, NIU Hrvatska riječ, 2007. str. 168
- Tri povijesne drame (Miroslava iz 1853., Varadinka Mara iz 1887. i Petar Dojčin, varadinski ban iz 1891.), priredila i pogovorila Jasna Melvinger, NIU Hrvatska riječ, 2007., str. 345
- Lirika, poezija, 2007.
- Šaljive poeme (Bucanijada, Varošijada, Varadinijada, Pantina družina i Na Ilijin rođendan), priredila i predgovorila prof. dr. sc. Jasna Melvinger, NIU Hrvatska riječ, 2010.

## Vanjske poveznice
- Hrvatska riječ  Arhivirana inačica izvorne stranice od 27. rujna 2007. (Wayback Machine)
- Klasje naših ravni  Arhivirana inačica izvorne stranice od 9. lipnja 2007. (Wayback Machine)
- Hrvatska revija  Arhivirana inačica izvorne stranice od 28. kolovoza 2012. (Wayback Machine)